# تپه قلعه دره کبود ویس مرید
تپه قلعه دره کبود ویس مرید مربوط به دوران‌های تاریخی پس از اسلام است و در شهرستان بیجار، بخش مرکزی، روستای ویس مرید واقع شده و این اثر در تاریخ ۲۴ فروردین ۱۳۸۲ با شمارهٔ ثبت ۸۰۳۷ به‌عنوان یکی از آثار ملی ایران به ثبت رسیده است.